# Antonio Raimondi
Pour les articles homonymes, voir Raimondi.
 (novembre 2007).
Si vous disposez d'ouvrages ou d'articles de référence ou si vous connaissez des sites web de qualité traitant du thème abordé ici, merci de compléter l'article en donnant les références utiles à sa vérifiabilité et en les liant à la section « Notes et références ».
Antonio Raimondi, né le 19 septembre 1826 à Milan et mort le 26 octobre 1890 à San Pedro de Lloc (anciennement San Pedro de Pacasmayo), est un naturaliste et explorateur italo-péruvien. Il se consacra à l'étude du Pérou.

## Biographie
On en sait peu sur l'enfance d'Antonio Raimondi, mais bien plus sur son attrait pour les sciences naturelles. Le choix du Pérou comme destination de recherche est à la fois conscient et lié à une forte émotion. Le premier facteur déclenchant est le peu de connaissances scientifiques rassemblées à son époque quant à la terre légendaire des Incas, le second est que Raimondi assiste, au jardin zoologique de Milan, à l'abattage d'un énorme cactus d'origine péruvienne, fait qui le touche profondément.
En 1848, il participe aux Cinq Jours de Milan pour l'indépendance et l'unification de l'Italie. Ensuite, fuyant les horreurs de la guerre, il débarque à Callao le 28 juillet 1850, où il est accueilli par le grand médecin péruvien Cayetano Heredia. Celui-ci introduit Raimondo au Collège de l'Indépendance, qui devient par la suite la Faculté de médecine de San Fernando. Reconnaissant de grandes capacités au jeune Italien, Heredia lui confie des responsabilités.
Au cours de ses expéditions, Raimondi récolte et enregistre tout ce qu'il peut des paysages naturels et sociaux qu'il trouve sur son chemin : plantes, animaux, insectes, minéraux, sont répertoriés et/ou collectés tandis que le chercheur effectue des mesures barométriques, des observations météorologiques et dresse des plans précis venant compléter les informations déjà disponibles sur les régions qu'il traverse. Il se voue en parallèle à la découverte des peuples actuels et antiques.
Il récolte d'abondantes informations sur les strates de carbone du littoral péruvien, analyse et quantifie le guano des îles Chincha, le nitrate de potassium de Tarapacá, parcourt les provinces aurifères de Carabaya et Sandia, navigue sur le Río Marañón, l'Ucayali et l'Amazone, fleuves orientaux les plus importants, dessine les plans des cités de Cajamarca, Chachapoyas, Huancavelica et de monuments archéologiques notables comme Huanuco Pampa et la forteresse de Paramonga.
Il termine ses voyages en 1869 et épouse une femme de Huaraz, Adela Loli, qui lui donne trois enfants : Enrique, Maria et Elvira. Ce mariage le contraint à pourvoir aux besoins de sa famille, en sus de compléter ses recherches.

## Décoration
- Grand-croix de l'ordre du Soleil

## Hommages
Le nom d'Antonio Raimondi a été donné à une plante du genre Puya (Puya raimondii), à une province et à un district de la Région d'Áncash, à une stèle préincaïque à Chavín de Huántar.
Le musée Antonio Raimondi à Lima (Avenue La Fontana, 755 - district de La Molina) est un musée de sciences et d'histoire naturelle.

### Œuvres

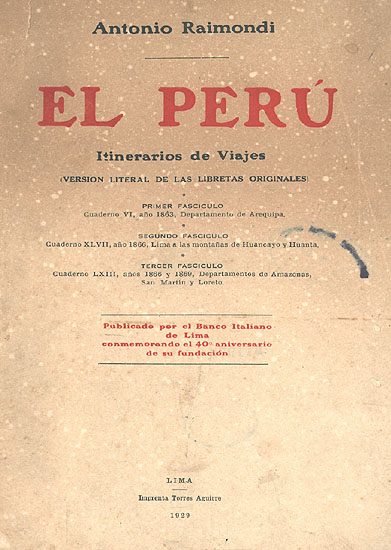
Couverture de El Perú. Itinerarios de Viajes (1929).

- 1854 : Informes sobre la existencia de guano en las islas de Chincha presentados por la Comisión nombrada por el gobierno peruano, con los planos levantados por la misma Comisión, Tipografía "El Heraldo", Lima
- 1857 : Elementos de botánica aplicada a la medicina y a la industria en los cuales se trata especialmente de las plantas del Perú, Imp. Mariano Murga, Lima
- 1862 : Apuntes sobre la provincia litoral de Loreto, Tipografía Nacional (Imp. Manuel D. Cortés), Lima
- 1864 : Análisis de las aguas termales de Yura, aguas minerales de Jesús y aguas potables de Arequipa, Imp. Francisco Ibáñez, Arequipa
- 1873 : El departamento de Ancachs y sus riquezas minerales, Enrique Meiggs (Imp. "El Nacional" por Pedro Lira), Lima
- 1873 : La manipulación del guano, Imprenta del Estado, Lima
- 1873 : Manipulación del guano, Imp. "El Nacional", Lima
- 1874 : Guano y salitre. Observaciones a la memoria del sr. d. Daniel Desmaison, La Opinión Nacional, Lima
- 1874 : El Perú. Parte Preliminar (Tomo I), Imprenta del Estado, Lima
- 1875 : Observaciones al dictámen de los señores Cisneros y García en la cuestión relativa al salitre, Imp. de "La Opinión Nacional", Lima
- 1876 : El Perú. Historia de la Geografía del Perú (Tomo II), Imprenta del Estado, Lima
- 1878 : Minerales del Perú o catálogo razonado de una colección que representa los principales tipos minerales de la República, con muestras de huano y restos de aves que lo han producido, Imprenta del Estado, Lima
- 1880 : El Perú. Historia de la Geografía del Perú (Tomo III), Imprenta del Estado, Lima
- 1880 : Apéndice al catálogo razonado de los minerales del Perú, Imp. Prince y Bux, Lima
- 1882 : Aguas minerales del Perú, J. Galland y E. Henriod (Imp. C. Prince), Lima
- 1883 : Minas de oro de Carabaya, Carlos Paz Soldán, Lima
- 1884 : Aguas potables del Perú, F. Masías y Cía, Lima
- 1885 : Memoria sobre el Cerro de Pasco y la montaña de Chanchamayo, Imp. de La Merced (Peter Bacigalupi y Cía), Lima
- 1887 : Minas de oro del Perú, Impr. y Libr. B. Gil, Lima

### Cartes
- 1888 : Mapa del Perú, Grabado e Imp. Erhard Frères, Paris

### Publications posthumes
- 1902 : Estudios geológicos del camino entre Lima y Morococha y alrededores de esta hacienda, Impr. y Libr. de San Pedro, Lima
- 1929 : El Perú. Itinerarios de viajes, Banco Italiano de Lima (Imp. Torres Aguirre), Lima
- 1942 : Notas de Viaje para su obra "El Perú" (Primer Volumen), Ing. Alberto Jochamowitz (Imp. Torres Aguirre), Lima
- 1943 : Notas de Viaje para su obra "El Perú" (Segundo Volumen), Ing. Alberto Jochamowitz (Imp. Torres Aguirre), Lima
- 1955 : 50 láminas inéditas de iconografía vegetal, Asociación Educacional Italiana, Lima
- 1990 : Epistolario de Antonio Raimondi, Asociación Educacional Antonio Raimondi, Lima
- 1991 : Apreciaciones personales. Cartas a Miguel Colunga (1859-1868), Biblioteca Nacional del Perú, Lima

### Traductions
- 1878 : Minéraux au Pérou. Catalogue raisonné d'une collection des principaux types minéraux de la République comprenant aussi des échantillons de guano et des derbis fossilisés des oiseaux qui l'ont produit, A. Chaix et Cie (Imp. Centrale des Chemins de Fer), Paris

## Œuvres liées à Antonio Raimondi
- 1966 : Viajes por el Perú (por Jorge Guillermo Llosa ), Editorial Universitaria, Lima
- 2005 : Antonio Raimondi, mirada íntima del Perú. Epistolario, 1849-1890, Fondo Editorial del Congreso del Perú & Banco Central de Reserva del Perú, Lima